# Torneo internacional de ajedrez Ciudad de Villarrobledo

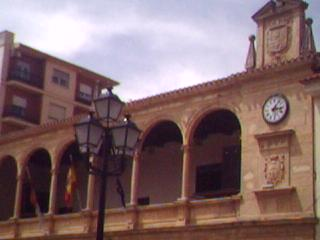
Ayuntamiento de Villarrobledo.

El Open Internacional de Ajedrez Ciudad de Villarrobledo es un campeonato ajedrecístico que se celebra en Villarrobledo (Albacete), en fechas variables y próximas a la celebración de las Fiestas Patronales de la ciudad (del 15 al 18 de agosto). Se trata de uno de los abiertos con más tradición dentro del calendario internacional, estando incluido en el ACP- Tour. Se desarrolla mediante el sistema suizo a 9 rondas, con gestión informática; el ritmo de juego es de 25 minutos por jugador a caída de bandera.

## Historia

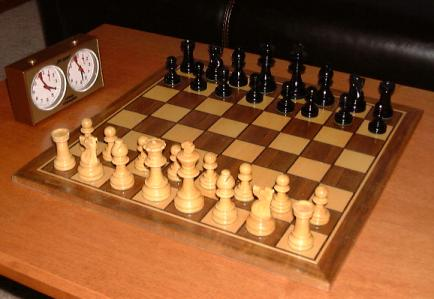
Tablero y reloj de ajedrez

Concebido inicialmente como Torneo Provincial, debido a su auge y crecimiento, en su VII edición se amplió su alcance y se empezó a consolidar como una de las grandes citas del calendario ajedrecístico mundial. Por sus tableros han pasado figuras míticas del ajedrez como Anatoly Karpov, Judit y Zsuzsa Polgár, Vladímir Krámnik, Veselin Topalov o Viswanathan Anand (estos últimos son tres de los únicos cuatro ajedrecistas que han superado un 2800 Elo en la historia), a nivel internacional y Alexei Shirov, Miguel Illescas o Francisco Vallejo Pons, a nivel nacional. El torneo es ampliamente seguido por aficionados de todo el mundo, a través de los medios de comunicación e Internet, como lo demuestra que durante la edición 2007 el sitio web oficial del torneo recibió visitas de más de 82 países distintos.
La organización corre a cargo del Organismo Autónomo de Deportes "Ciudad de Villarrobledo", bajo la dirección técnica del Club Ajedrez Villarrobledo y la colaboración del Ayuntamiento de Villarrobledo, Junta de Comunidades de Castilla-La Mancha, Diputación Provincial de Albacete, Obra Social de Caja Castilla-La Mancha y diversos patrocinadores privados.
El Open Internacional de Villarrobledo siempre se ha caracterizado por ofrecer a los aficionados y jugadores de segundo nivel la posibilidad de medirse en los tableros con las principales estrellas del mundo del ajedrez. Apoyándose en este planteamiento, la organización siempre consigue inscribir a varios de los ajedrecistas que encabezan los primeros puestos del ranking mundial y ha conseguido contar con diversos campeones del mundo. En ese sentido, la organización apuesta por el ajedrez de espectáculo y en partidas rápidas, que son seguidas en el local de juego por circuito cerrado o a través de Internet por todo el mundo.

## Resultados

### XXIV Edición- 2009

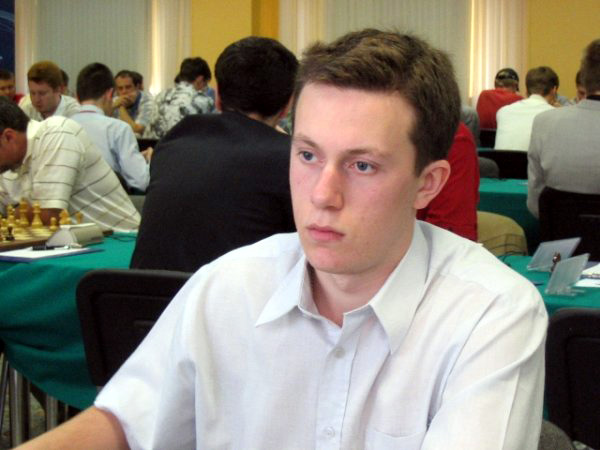
Arkadij Naiditsch campeón de la XXIV edición.

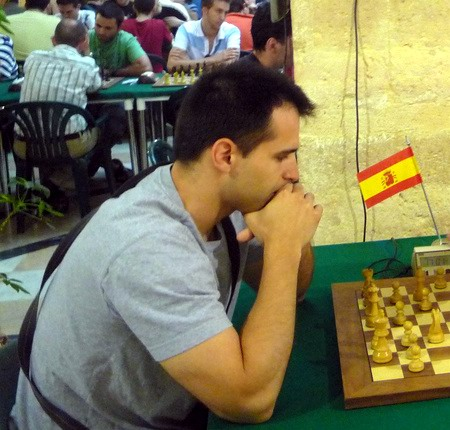
Julen Luis Arizmendi Martínez en la edición de 2008 del torneo

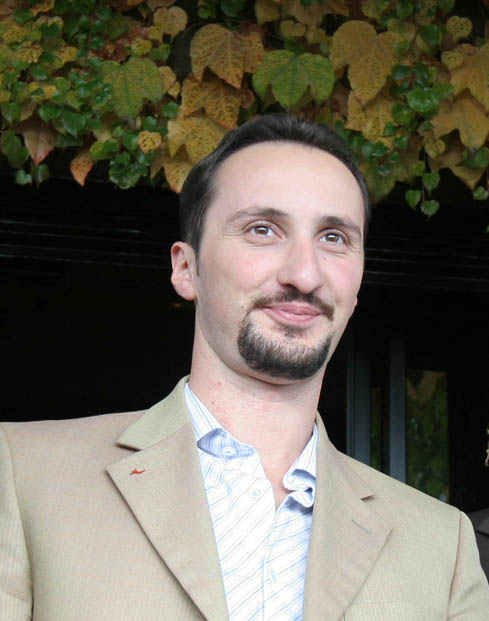
Veselin Topalov campeón de la XXIII edición.

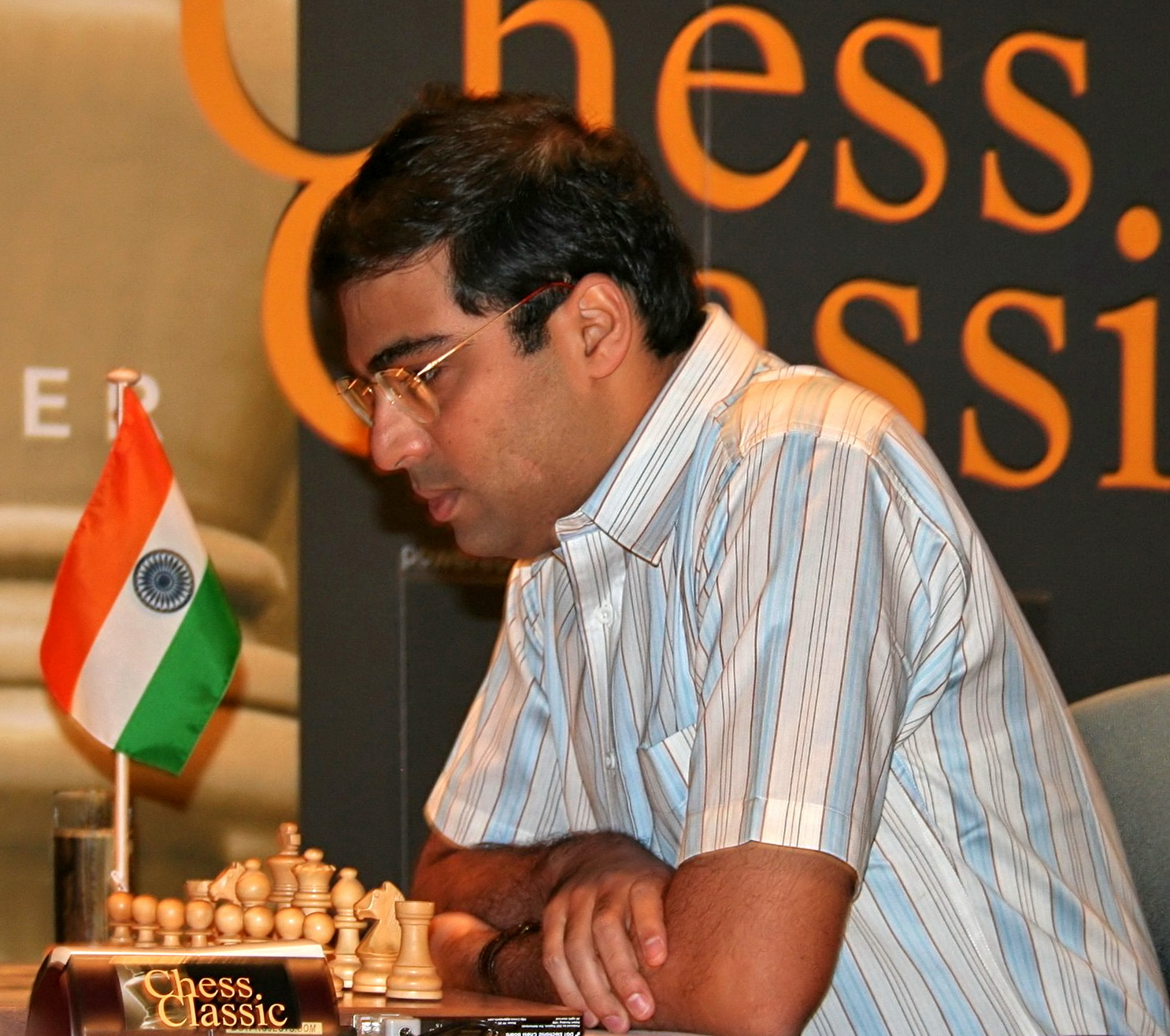
Viswanathan Anand campeón del torneo en cuatro ocasiones.

| Posición | Participante                  | Elo  | Puntos |
| -------- | ----------------------------- | ---- | ------ |
| 1        | Arkadij Naiditsch (Alemania)  | 2697 | 7½     |
| 2        | Alexander Grischuk (Rusia)    | 2733 | 7      |
| 3        | Alexander Moiseenko (Ucrania) | 2682 | 7      |
| 4        | Alexei Shirov (España)        | 2732 | 7      |
| 5        | Ni Hua (China)                | 2701 | 7      |
| 6        | Vadim Milov (Suiza)           | 2659 | 7      |
| 7        | Daniel Fridman (Alemania)     | 2665 | 7      |

### XXIII Edición- 2008
Durante los días 2 y 3 de agosto de 2008 tuvo lugar, en el Claustro Renacentista del Ayuntamiento de Villarrobledo, el desarrollo de la edición XXIII del Open Internacional, con un total de 163 participantes inscritos, acercándose cada vez más al aforo completo, y la presencia de primeras figuras del ajedrez como Veselin Topalov, Shakhriyar Mamedyarov, Alexei Shirov o Ruslán Ponomariov. Se consiguió una inscripción de deportistas procedentes de 20 países, entre los que destacaron cinco jugadores con más de 2.700 puntos Elo, quince por encima de los 2.600, treinta Grandes Maestros y cincuenta titulados.
| Posición | Participante                       | Elo  | Puntos |
| -------- | ---------------------------------- | ---- | ------ |
| 1        | Veselin Topalov (Bulgaria)         | 2777 | 8      |
| 2        | Shakhriyar Mamedyarov (Azerbaiyán) | 2742 | 7½     |
| 3        | Ruslán Ponomariov (Ucrania)        | 2718 | 7      |
| 4        | Palac Mladen (Croacia)             | 2587 | 7      |
| 5        | Vladimir Malakhov (Rusia)          | 2689 | 7      |
| 6        | Ljubomir Ljubojević (Serbia)       | 2555 | 7      |
| 7        | Julen Luis Arizmendi (España)      | 2524 | 7      |

Durante el transcurso del torneo se desarrollaron otra serie de actividades paralelas: Torneo Relámpago por Equipos, el 31 de julio, entre clubes provinciales; Simultáneas, el 1 de agosto y una charla a cargo del periodista y Maestro Internacional Leontxo García. Como curiosidad, el campeón del torneo obtuvo además su peso en botellas de vino de Villarrobledo. Al ser pesado y alcanzar la cifra de 70 kg Topalov manifesto “sentir no pesar más”.

### XXII Edición- 2007
| Posición | Participante                | Puntos |
| -------- | --------------------------- | ------ |
| 1        | Ruslán Ponomariov (Ucrania) | 7 ½    |
| 2        | Alekséi Dréyev (Rusia)      | 7 ½    |
| 3        | Veselin Topalov (Bulgaria)  | 7 ½    |

En esta edición se dieron cita un total de 35 Grandes Maestros. Tres ajedrecistas acabaron empatados a 7 ½ puntos en la primera posición, alzándose con el trofeo, premio y su peso en vino el ucraniano Ruslán Ponomariov por mejor coeficiente Buchholz. Las partidas fueron seguidas en directo, por Internet, desde los cinco continentes. El campeón manifestó haber jugado, prácticamente, “como en su casa”, apoyado por la importante colonia de ciudadanos de Ucrania de la localidad.

### XXI Edición- 2006
| Posición | Participante                | Puntos |
| -------- | --------------------------- | ------ |
| 1        | Viswanathan Anand (India)   | 7 ½    |
| 2        | Ivan Sokolov (Holanda)      | 7 ½    |
| 3        | Ruslán Ponomariov (Ucrania) | 7 ½    |
| 4        | Oleg Korneev (Rusia)        | 7 ½    |

## Palmarés
- I edición (1982):   Pedro Bellón (Alicante)
- II edición (1983):   Justo Moreno (Villarrobledo)
- III edición (1984):   José Antonio López (Albacete)
- IV edición (1985):   José Blázquez (Villarrobledo)
- V edición (1986):   MF José Carlos Hernando (Madrid)
- VI edición (1987):   Juan Pedro Soriano (Valencia)
- VII edición (1988):  GM Julio Granda (Perú)
- VIII edición (1989):  GM Zenón Franco Ocampos (Paraguay)
- IX edición (1990):   MI Alfonso Romero (Lanzarote)
- X edición (1991):  GM Daniel Cámpora (Argentina)
- XI edición (1992):  GM Carlos García Palermo (Italia)
- XII edición (1993):  GM Daniel Cámpora (Argentina)
- XIII edición (1994):  GM Ljubomir Ljubojević (Yugoslavia)
- XIV edición (1995):  GM Ljubomir Ljubojevic (Yugoslavia)
- XV edición (1996):  GM Viswanathan Anand (India)
- XVI edición (1997):  GM Kiril Georgiev (Bulgaria)
- XVII edición (1998):  GM Viswanathan Anand (India)
- XVIII edición (2000*):  GM Veselin Topalov (Bulgaria)
- XIX edición (2001):  GM Viswanathan Anand (India)
- XX edición (2002):  GM Ivan Sokolov (Holanda)
- XXI edición (2006*):  GM Viswanathan Anand (India)
- XXII edición (2007):  GM Ruslán Ponomariov (Ucrania)
- XXIII edición (2008):  GM Veselin Topalov (Bulgaria)
- XXIV edición (2009):  GM Arkadij Naiditsch  (Alemania)

* Por diversas circunstancias, los años 1999, 2003, 2004 y 2005 no se celebró el Torneo.

### Ranking Absoluto
| Posición | Campeón             | Títulos                   |
| -------- | ------------------- | ------------------------- |
| 1        | Viswanathan Anand   | 4 1996, 1998, 2001 y 2006 |
| 2        | Veselin Topalov     | 2 2000 y 2008             |
| 3        | Ljubomir Ljubojević | 2 1994 y 1995             |
| 4        | Daniel Cámpora      | 2 1991 y 1993             |